# Asystel Volley
L'Asystel Volley è stata una società pallavolistica femminile italiana con sede a Novara.

## Storia
L'Asystel Volley viene fondata per volere del presidente Antonio Caserta nel 2003: grazie all'acquisto del titolo sportivo dall'AGIL Volley, la società debutta direttamente nella Serie A1 per la stagione 2003-04, oltre a partecipare alla massima competizione europea ossia alla Champions League. La prima annata regala alla squadra numerose soddisfazioni come la vittoria della Supercoppa italiana, della Coppa Italia ed il raggiungimento della finale scudetto mentre in Champions League viene eliminata nei play-off a 6; tuttavia nella stessa competizione raggiungerà la finale nell'edizione successiva.

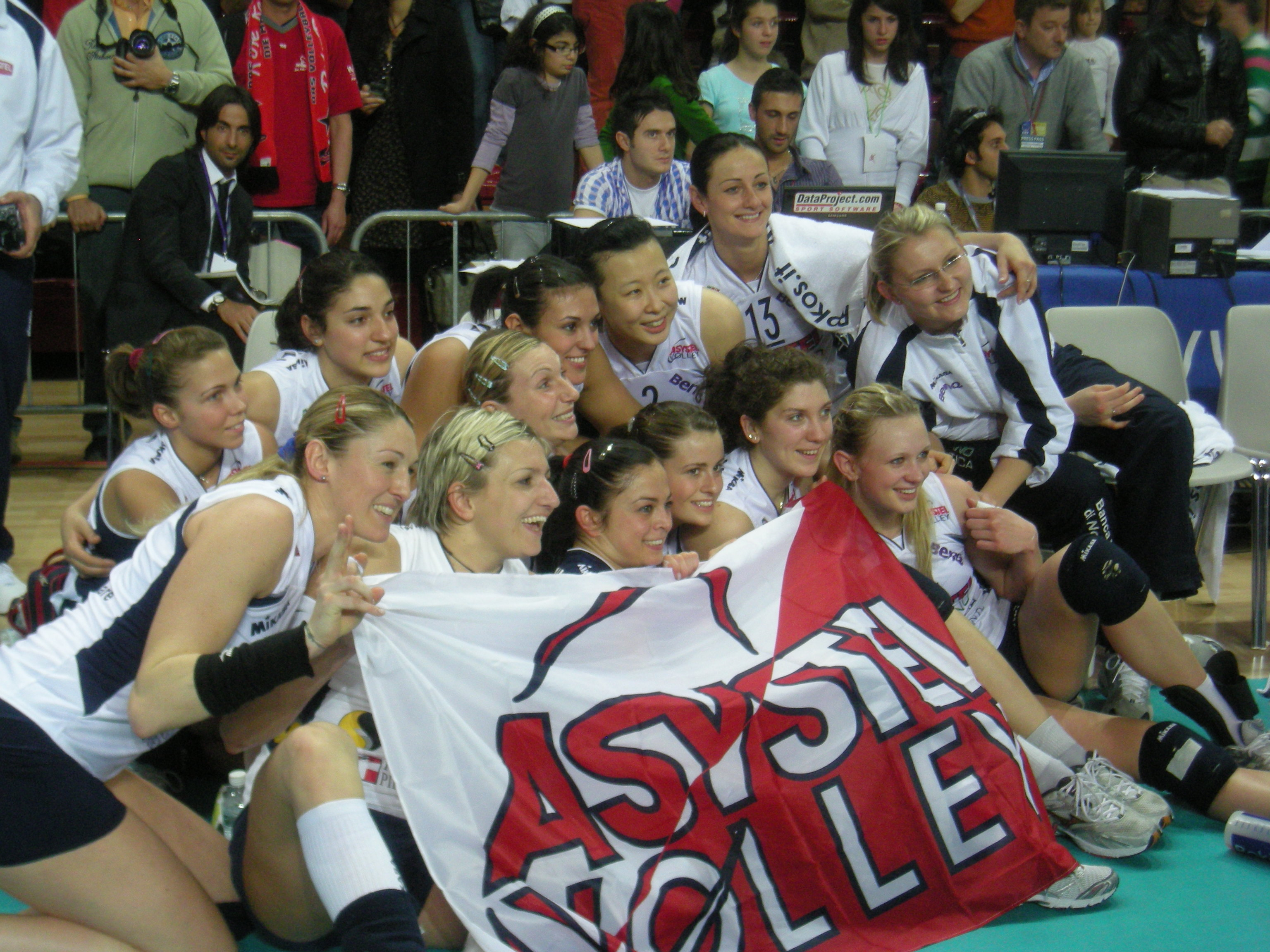
La vittoria della Coppa CEV 2008-09

Altri due trofei vengono messi in bacheca nella stagione 2005-06 ossia la vittoria della seconda Supercoppa italiana e della Top Teams Cup; nell'annata 2006-07 l'Asystel Volley chiude la regular season al primo posto in classifica ma esce poi alle semifinali dei play-off scudetto, ottenendo il diritto di partecipare alla Coppa di Lega, trofeo che poi si aggiudica. Dopo un'annata trascorsa sempre ad alti livelli, ma con nessun risultato concreto, nella stagione 2008-09 raggiunge la finale sia in Coppa Italia che nei play-off scudetto, venendo sconfitta in entrambi i casi dal Robursport Volley Pesaro, a cui si aggiunge il trionfo in Coppa CEV.
Nella stagione 2009-10 la squadra riesce a raggiungere la Final Four di Champions League, classificandosi poi quarta mentre sia in campionato che in Coppa Italia viene eliminata ai quarti di finale. L'inizio del campionato 2010-11 è segnato da un ridimensionamento del progetto, dopo che il presidente era quasi intenzionato a lasciare la dirigenza della squadra: sia in questa annata, che in quella successiva, segnato da un problema con il tesseramento di alcune giocatrici, l'Asystel Volley si mantiene nelle posizioni di metà classifica, uscendo rispettivamente in semifinale e ai quarti di finale nei play-off scudetto, mentre in Coppa Italia viene sempre eliminata ai quarti. Al termine del campionato 2011-12 la società annuncia il termine delle attività, cedendo il titolo sportivo al Volley 2002 Forlì e il main sponsor e alcune giocatrici al Gruppo Sportivo Oratorio Pallavolo Femminile Villa Cortese.

## Palmarès
- Coppa Italia: 1

2003-04
- Supercoppa italiana: 2

2003, 2005
- Coppa di Lega: 1

2007
- Top Teams Cup/Coppa CEV: 2

2005-06, 2008-09